# Najat Driouech Ben Moussa
Najat Driouech Ben Moussa (Arcila, Marruecos, 1981) es una filóloga y profesora española.
Ocupó la décima posición en la candidatura de Esquerra Republicana de Catalunya-Catalunya Sí por Barcelona a las elecciones al Parlamento de Cataluña de 2017, en las que fue elegida diputada. Desde el 16 de enero de 2018 es diputada de la duodécima legislatura del Parlamento de Cataluña. Fue la primera mujer diputada musulmana de la historia de Cataluña, y la primera en llevar velo.